# Turpał-Ali Atgierijew
Turpał-Ali Aładijewicz Atgierijew (ur. 8 maja 1969, zm. 18 sierpnia 2002 w Jekaterynburgu) – czeczeński wicepremier, minister bezpieczeństwa i dyplomata. 
Był bliskim współpracownikiem prezydenta Asłana Maschadowa, a także ministrem bezpieczeństwa Czeczeńskiej Republiki Iczkerii. Wiosną 1999 roku, przyjechał do Moskwy przysłany przez Maschadowa z misją dyplomatyczną i mimo że jego wizyta była uzgodniona z rządem rosyjskim, Atgierijew został aresztowany przez Federalną Służbę Bezpieczeństwa. Zwolniono go po interwencji premiera Siergieja Stiepaszyna. 
W maju 1999 roku, uprzedził telefonicznie dyrektora FSB, o planowanym przez Szamila Basajewa ataku na Dagestan. W czasie trwania drugiej wojny kaukaskiej, Atgierijew, na polecenie Maschadowa, kilkakrotnie spotkał się z wicedyrektorem FSB Giermanem Ugrumowem. 
W październiku 2000, jadąc do Machaczkały na spotkanie z tym przedstawicielem pełniącego obowiązki prezydenta Władimira Putina, został aresztowany przez FSB i przewieziony do Moskwy do aresztu FSB Lefortowo. Później został osądzony razem z dowódcą polowym Sałmanem Radujewem, za udział i organizację najazdu na dagestański Kizlar w 1996 roku. W końcu 2001 Sąd Najwyższy Dagestanu skazał go na 15 lat więzienia w obozie o ostrym reżimie. 
Zmarł w 2002 roku w więzieniu w Jekaterynburgu. Według oficjalnych źródeł przyczyną śmierci była białaczka. Źródła czeczeńskie utrzymywały, że został zamordowany, bo "za dużo wiedział". Adwokat Atgierijewa, Abdułła Chamazajew, który widział go jako jeden z ostatnich, twierdził, że był on wtedy absolutnie zdrowy.   